# 史蒂夫·傑克遜 (英國)
史蒂夫·傑克遜（英語：Steve Jackson，1951年5月20日—），生於英國曼徹斯特，是一位遊戲創作者跟評論家。
他與Ian Livingstone在1975年合力創辦了Games Workshop（最有名的就是其出版的雜誌White Dwarf，對於角色扮演遊戲跟奇幻戰棋遊戲推廣有莫大的貢獻），這對搭擋也開創了Fighting Fantasy遊戲書（一種單人進行的角色扮演遊戲書）系列。
現在工作於他與Peter Molyneux創立的Lionhead Studios，他亦有在大學教授電子遊戲理論跟MA設計課程。
他常和同名的美國遊戲設計者史蒂夫·傑克遜混淆，美國的傑克遜也寫了三本Fighting Fantasy的遊戲書，更加深了混淆的情況。